# Josef Römer
Josef Römer, detto Beppo (Altenkirchen, 5 marzo 1892 – Brandeburgo sulla Havel, 25 settembre 1944), è stato un militare e attivista comunista tedesco.

## Biografia
Partecipa valorosamente alla prima guerra mondiale raggiungendo il grado di capitano, ed è fondatore dei Freikorps, con Ernst e Ludwig Horadam. Nel 1921 entra in contatto con il Partito Comunista di Germania (KPD).
Con la smobilitazione dei Freikorps che avevano contribuito a reprimere la rivolta armata operaia nella Ruhr all'inizio degli anni venti, Römer riprende gli studi e si laurea in legge nel 1922.
A partire da quel momento Römer comincia a scrivere per il KPD su Aufbruch, periodico comunista, e aderisce al KPD nel 1932, diventando redattore capo del periodico. Römer si oppone al nazionalsocialismo dall'inizio e, fin dal 1934, partecipa a programmi e cospirazioni per assassinare Hitler che conducono al suo arresto ed imprigionamento a Dachau fino al 1939. Ci sono numerosi nazionalisti che confluiscono nel Partito Comunista Tedesco, uno è il conte Alexander Stenbock-Fermor, altri son dirigenti del Movimento contadino, poi Bruno Von Salomon e Bodo Uhse e lo stesso molto noto Josef “Beppo„ uno dei capi dei Corpi Franchi (Bund Oberland) e fra i protagonisti dell'assalto all'Annaberg.
Josef “Beppo„ Römer fonda e guida il Sozialistische Front, gruppo di ex combattenti dei corpi scelti Freikorps, o Corpi Franchi (Bund Oberland) formato sia da nazionalisti che da militanti di sinistra. A seguito dell'infiltrazione in queste cellule di emissari della Gestapo, Römer viene arrestato nel febbraio 1942. Condannato a morte il 16 giugno 1944, viene ghigliottinato il 25 settembre di quello stesso anno. L'ideologia di molti militanti del Sozialistische Front presenta analogie con quella di alcuni gruppi di Arditi del Popolo che sono passati alla lotta antifascista, inserendosi nei posti di comando o con incarichi di responsabilità, analogie pure con alcune frange corridoniane (Lega Proletaria Filippo Corridoni, ad es.), o con quelle dannunziane antifasciste, interventiste durante il primo conflitto mondiale. Per gli italiani la figura più conosciuta del nazional-bolscevismo è probabilmente quella di Mario Carli. Anche in Germania esiste un filone nazionalista filo-bolscevico (da non confondere nel modo più assoluto con l'attuale nazionalbolscevismo) che passerà alla lotta contro il nazionalsocialismo. Beppo Romer è il collegamento fra tale filone ed il KPD. I casi italiano e tedesco, in cui ex militari dell'estrema destra nazionalista saltando il fosso, passeranno alla lotta antifascista, non sono unici: eclatante in Francia è la traiettoria politica e umana di non pochi militanti della Cagoule che, attestati inizialmente su posizioni filo-fasciste, aderiranno successivamente alla Resistenza francese, lo stesso François Mitterrand era membro del gruppo estremista di destra e passò all'antifascismo, nel prosieguo, ovvero nel dopoguerra, testimoniato fra l'altro in un documentario televisivo, fu implicato nella assoluzione penale di Jean-Marie Bouvyer, uno dei membri della Cagoule, che fu fra il gruppo che assassinò Carlo Rosselli e che partecipò all'agguato teso all'antifascista italiano, di cui il Mitterrand era amico.

## La lotta al nazionalsocialismo
Fra le correnti nazional-bolsceviche all'interno del KPD, quella amburghese sorta nel 1919 è di evidente importanza. Nasce durante la tentata insurrezione spartachista come conseguenza della rovinosa sconfitta germanica nella prima guerra mondiale. Fondatori ne sono Heinrich Laufenberg e Friedrich Wolffheim che nel novembre del 1918 (rivoluzione di novembre) avevano guidato ad Amburgo marinai ed operai nella presa di potere e nella proclamazione della Repubblica socialista. I due formeranno una corrente antagonista, all'interno del movimento comunista, in netta contrapposizione agli spartachisti. Espulsi dal partito, daranno vita al Partito Comunista Operaio Tedesco”, KAPD, con rappresentante al Comintern fino al 1922.
"Beppo" Römer è il collegamento, per l'organizzazione della lotta militare contro il nazionalsocialismo, fra il KAPD ed il KPD.
Il nazional-bolscevismo riprende quota all'interno del KPD all'inizio degli anni trenta permettendo l'avvicinamento di frange nazionaliste nemiche del nazionalsocialismo e Heinz Neumann sarà il fautore di questa svolta. In Italia il caso più emblematico è quello di Vittorio Ambrosini. In Germania, negli stessi anni, confluiscono nel Partito Comunista Tedesco il conte Alexander Stenbock-Fermor, Bruno Von Salomon e Bodo Uhse, capi del movimento contadino, grazie al "Programma di aiuto ai contadini tedeschi" proposto dal KPD. Anche Beppo Romer, molto conosciuto, proveniente dai Freikorps prenderà la tessera del Partito comunista nel 1932, in piena ascesa nazionalsocialista e alla vigilia delle elezioni presidenziali in Germania.